# 演出家
演出家（えんしゅつか）は、演劇・オペラ・舞踊等の舞台作品の演出を行う職業のことである。
広義にはテレビドラマ・ラジオドラマ・アニメーション等の音声・映像作品の演出をする職業も指すことがあるが、こうしたメディアの演出は「監督」あるいは「ディレクター」と呼称されることも多い。なお、舞台の「演出家」は「舞台監督」とは異なる。
劇場用映画の演出をする人は、一般に映画監督と呼ばれる。テレビドラマがフィルム撮影のテレビ映画とVTR収録のスタジオドラマに分かれていた1980年代あたりまでは、前者を監督、後者を演出と呼び、クレジットするケースが多かったが、現在は前者がほとんど姿を消したこともあり、この区別は無効化している。

## 概要
演出家の職務は、劇を作品的成功に導いていくことである。そのために俳優の演技や、舞台に必要なさまざまな要素をコーディネートし、演出していく。
演劇は複数の人間・芸術分野のコラボレーションから成り立つ芸術だが、一つの劇をつくる際に必要なさまざまな部門の中でも、演出家は戯曲の解釈、コンセプトや作品の芸術的方向性、表現手法などについて具体的なヴィジョンを持ち、なおかつ最終的な決定権を握っている。
演出家のすべき第一の仕事は戯曲、脚本の解釈である。その解釈に基づき、演出家は作品づくりにたずさわるほかの人々、すなわち俳優や、舞台美術家・衣装デザイナー・舞台照明家・舞台音響家などの舞台スタッフ、制作者らと共同で作業を進めていく。
通常、演出家が最も長い時間過ごすことになる仕事の現場は稽古場である。演出家は稽古場での稽古を取り仕切り、俳優の戯曲の解釈をサポートしたり、彼らの演技を演出家の持つヴィジョンに沿う方向へと導いていく。この稽古の過程で、俳優の演技やほかの舞台スタッフの提案したプランに影響されたり、ときには予算の問題などによって、初期コンセプトに変更が加えられることもある。
演出家の仕事は通常、本番開始後には舞台監督に引き継がれる。その場合、舞台監督は演出家の定めたコンセプトや劇の進行を公演期間中維持する責任を持つ。
以上の説明はカンパニーの持つ方法論によってかなり異なる場合があることも付け加えておく。例えば、主演俳優である座長が最終的決定権を握っているような場合もあり得るし、戯曲を用いずに集団創作していくカンパニーでは、当然ながら演出家の第一の仕事は戯曲の解釈ではない。また、公演期間中における作品クオリティの維持を、舞台監督ではなく演出家が管理するカンパニーも少なくない。なお、映画においては、その演出コンセプトのみが不在の監督の名義でリメイクに用いられたりする例はあり得ないが、演劇においては通例のことであり、すでに世を去って久しい演出家の名前による公演が行われることも珍しくない。すなわち、演出コンセプトが脚本と同じく独立した著作物のように流通している。

## ライブイベントにおける演出家
イベントといってもスタジアムクラスの規模から小規模イベントスペース、展示会まで多様。その形態・ジャンルもコンサートや各種パフォーマンスのようなエンターテインメントイベント、企業・団体のPR及びキャンペーンイベント、パーティーやセレモニー、クローズドなインセンティブイベントなど、多数存在する。各イベントにおける趣旨・コンセプトを理解し、ターゲット（観客・聴衆）に対し最も効果的な表現手段をトータルで監修することがライブイベントにおける演出家の役目といえる。具体的には全体的なビジュアル（客席からの見え方）、構成、表現手段、表現コンテンツを主体となるもの（アーティスト、コンセプト、PRコンテンツ）と巧みにコーディネートすることにある。そのため、イベント形態、ジャンル、趣旨によって、会場やターゲット、表現、規模が全く異なり、それぞれのイベントノウハウを持つ演出家がそれぞれ存在する。またほとんどのジャンルの演出をこなす事が出来るマルチな演出家も少数ながら存在する。ライブイベントの演出家はプロデューサーから依頼を受け、演出コンセプト・テーマを提示した後、構成作業に移る。構成によって全体ストーリーが明らかとなり、各シーン毎に自らのイメージをもとにどのような表現をするかを検討、台本によってより細かなシーンメイクやステージング、ギミックを計画する。具体的な表現イメージが求められることから、ライブイベントの演出家は自ら台本を書く場合が多い。舞台美術、照明、音響、映像（動画）、出演するキャスト、衣裳、振り付けに至るまでの全てのプロセスに関係し、コンセプト・テーマ・具体的な表現イメージの責任をもつ役割がライブイベントの演出家に課せられる。ライブイベントの演出家は会社所属、フリーランス、エンターテインメントプロデュースプロジェクト所属とさまざまである。